# Bercher
Bercher es una comuna de Suiza perteneciente al distrito de Gros-de-Vaud del cantón de Vaud.
En 2018 tenía una población de 1239 habitantes.
Se conoce la existencia de la localidad desde 1154, cuando se menciona con el nombre de "Berchiaco". En la Edad Media fue sede de un señorío que en sus orígenes fue propiedad de la familia noble Cossonay y de la diócesis de Lausana, pasando a varios propietarios hasta que en 1712 se erigió como baronía. Hasta la reforma territorial de 2007 pertenecía al distrito de Échallens.
Se ubica unos 20 km al norte de Lausana y unos 5 km al sureste de Yverdon-les-Bains.